# Evangeliumskirche
Evangeliumskirche, auch Frohe-Botschaft-Kirche, nennt man diejenigen Kirchen, die zu Ehren des Evangeliums, also der Verkündigung benannt sind.
Der Begriff ist besonders für protestantische Kirchen in Gebrauch, die diversen katholisch-orthodoxen Verkündigungskirche beziehen sich auf Verkündigung des Herrn/Mariä Verkündigung (Annuntiatio).

## Liste

### Deutschland
- Evangeliumskirche (Berlin)
- Pfarrkirche Zur frohen Botschaft (Berlin), Berlin-Karlshorst
- Evangeliumskirche (Düsseldorf)
- Evangeliumskirche (Gütersloh)
- Frohbotschaftskirche (Hamburg-Dulsberg)
- Evangeliumskirche (München)

### Frankreich
- Notre-Dame-de-Bonne-Nouvelle (Paris)

### Niederlande
- Blijde Boodschap Kerkrade

### Österreich
- Evangelische Kirche der frohen Botschaft  Waidhofen an der Thaya